# All I Have To Give
«All I Have to Give» es una canción por la banda pop estadounidense, Backstreet Boys, producida y escrita por Full Force, lanzada como el tercer y último sencillo de su álbum Backstreet's Back y el quinto y último sencillo oficial del álbum debut estadounidense.
El sencillo debutó en el número 2 en UK Singles Chart y llegó al número 5 en Billboard Hot 100.

## Discos sencillos
USA CD 1
1. «All I Have To Give»
2. «All I Have To Give» [Part II - The Conversation Mix]
3. Fragmentos Previos de Millennium

USA CD 2
1. «All I Have To Give»
2. «All I Have To Give» [Part II - The Conversation Mix]
3. «All I Have To Give» [Davidson Ospina Radio Mix]
4. «All I Have To Give» [Soul Solution Radio Mix]
5. «Quit Playing Games (With My Heart)» [Versión en vivo]
6. Fragmentos Previos de Millennium

Europa CD 1
1. «All I Have To Give» [Versión radio]
2. «Quit Playing Games (With My Heart)» [Versión en vivo]
3. «All I Have To Give» [Part II - The Conversation Mix]
4. «As Long As You Love Me» [Peppermint Jam Remix]

Europa CD 2
1. «All I Have To Give» [Versión radio]
2. «We've Got It Goin' On» [CL's Anthem Radio Mix]
3. «Get Down (You're The One For Me)» [Markus Plastic Vocal]
4. «Quit Playing Games (With My Heart)» [E-SMOOVE Extended Vocal Mix]

Japón
1. «All I Have To Give» [Versión radio]
2. «Everybody (Backstreet's Back)»
3. «I'll Never Break Your Heart» [Radio Edit]
4. «As Long As You Love Me» [Radio Mix]
5. «Everybody (Backstreet's Back)» [Instrumental]
6. «I'll Never Break Your Heart» [Instrumental]
7. «As Long As You Love Me]» [Peppermint Jam Remix]

Remixes Vinilo Doble
1. «All I Have To Give» [Davidson Ospina Club Mix]
2. «All I Have To Give» [Davidson Ospina Bonus Beats]
3. «All I Have To Give» [Soul Solution Club Mix]
4. «All I Have To Give» [Peter Presta Funk Dub]
5. «All I Have To Give» [Versión radio]
6. «All I Have To Give» [Davidson's Deep Dub]
7. «All I Have To Give» [Soul Solution Bonus Beats]
8. «All I Have To Give» [Mike Ski's Vocal Dub-a-delic]
9. «All I Have To Give» [Soul Solution Dub]

## Lanzamiento
| País                         | Fecha de lanzamiento    |
| ---------------------------- | ----------------------- |
| Europa                       | 13 de enero de 1998     |
| Estados Unidos (Radio)       | 16 de noviembre de 1998 |
| Estados Unidos (CD sencillo) | 12 de enero de 1999     |

### Lista
| Lista(1998)                      | Posición máxima |
| -------------------------------- | --------------- |
| Australian ARIA Singles Chart    | 4               |
| Austrian Singles Chart           | 4               |
| Begium (Flanders) Singles chart  | 14              |
| Belgium (Walonia) Singles chart  | 17              |
| Canadian Singles Chart           | 3               |
| Dutch Singles Chart              | 7               |
| Finnish Singles Chart            | 10              |
| German Singles Chart             | 8               |
| Irish Singles Chart              | 6               |
| Italian Singles Chart            | 6               |
| New Zealand RIANZ Singles Chart  | 3               |
| Norway Singles Chart             | 14              |
| Swedish Singles Chart            | 6               |
| Swiss Singles Chart              | 8               |
| UK Singles Chart                 | 2               |
| U.S. Billboard Hot 100           | 5               |
| U.S. Billboard Top 40 Mainstream | 5               |

| Lista de fin de año (1999) | Posición |
| -------------------------- | -------- |
| U.S. Billboard Hot 100     | 25       |

## Video musical
Fue grabado en junio de 1997 y dirigido por Nigel Dick, existen 2 versiones del video con poca diferencia entre ellos que no sea la elección de suplentes ocasionales de disparos. En particular, un corte del vídeo contiene dos elementos que están ausentes en el otro corte: varios disparos de los miembros de la banda por la que se en un círculo en la espalda en una cama de agua de poca profundidad, mientras que realizan movimientos sincronizados, y una pantalla azul efectos disparo justo antes del cambio de tonalidad en la que todos los miembros de la banda se extendió desde el centro de la pantalla para formar una línea mientras que hace parte de la danza. Sus trajes en esta foto no coincide con ningún disparo en el resto del vídeo. Una edición limitada de la parte Europe CD 1 se vendió con una imagen de esta foto en su portada.